# 피오리아 스포츠 컴플렉스
피오리아 스포츠 컴플렉스(Peoria Sports Complex)은 미국 애리조나주 피오리아에 위치한 야구장이다. 현재 MLB 샌디에이고 파드리스와 시애틀 매리너스의 스프링 트레이닝 장소이며, 과거 USL 애리조나 유나이티드의 홈 경기장이다.